# Батюшков Федір Дмитрович
Фе́дір Дми́трович Ба́тюшков (нар. 26 серпня (7 вересня за новим стилем) 1857, Кесьма — пом. 19 березня 1920, Петроград) — російський історик літератури, критик, філолог, педагог та літературознавець.

## Життєпис
Батько Федора — Дмитро Миколайович Батюшков — був губернатором: у 1882—1884 роках — подільським (у Кам'янці-Подільському), у 1884—1890 роках — катеринославським (у Катеринославі), у 1890—1899 роках — гродненським (у Гродно).
Федір, закінчивши Першу Казанську гімназію, вступив до Санкт-Петербурзького університету. 1880 року він закінчив історико-філологічний факультет цього університету. 1881 року Батюшкова залишили при університеті на кафедрі історії всесвітньої літератури. Для наукового збагачення його двічі відряджали за кордон — в Німеччину, Францію, Англію та Іспанію.
Після першої закордонної поїздки Батюшков склав магістерський іспит. У 1885—1898 роках він був приват-доцентом Санкт-Петербурзького університету на кафедрі романо-германської філології та викладачем вищих жіночих курсів, а тоді став професором університету. Батюшков читав лекції з провансальської мови та літератури, з готської та давньонімецької мов, з історії французької, італійської та давньоіспанської літератури.